# 狮牙草状风毛菊
狮牙草状风毛菊（学名：Saussurea leontodontoides）为菊科风毛菊属的植物。分布于克什米尔、印度、锡金、尼泊尔以及中国大陆的云南、西藏、四川等地，生长于海拔3,280米至5,450米的地区，多生长在山坡砾石地、林间砾石地、林缘、草地或灌丛边缘，目前尚未由人工引种栽培。

## 异名
- Saussurea leontodontoides (DC.) Hand.-Mazz. var. filicifolia (Hook. f.) Hand.-Mazz.